# Glavinița, Pazardjik
Glavinița (în bulgară Главиница) este un sat în comuna Pazardjik, regiunea Pazardjik,  Bulgaria. 

## Demografie
Componența etnică a satului Glavinița
     Romi (9,99%)
     Bulgari (84%)
     Nicio identificare (4,95%)
     Altele (1,75%)
La recensământul din 2011, populația satului Glavinița era de 2.282 locuitori. Din punct de vedere etnic, majoritatea locuitorilor (84,0%) erau bulgari, cu o minoritate de romi (9,99%). Pentru 4,95% din locuitori nu este cunoscută apartenența etnică.